# Шпороцветник ароматный
Колеус ароматный (лат. Coleus amboinicus) — травянистое растение, вид рода Колеус (Coleus) семейства Яснотковые (Lamiaceae).
Выращивается иногда для медицинских целей; может использоваться как ароматическая пряность в кулинарии.

## Ботаническое описание

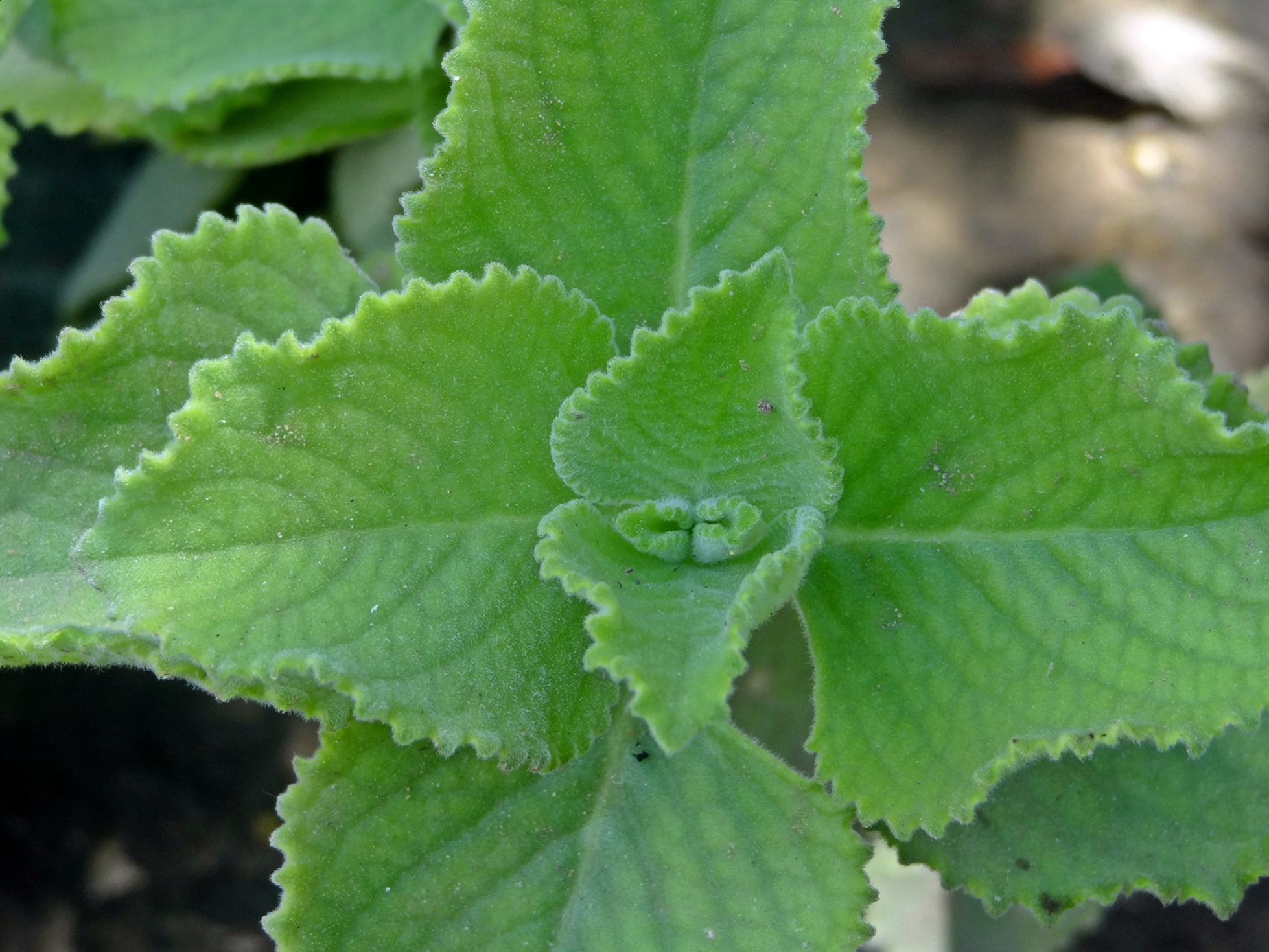
Верхняя часть растения

Многолетнее травянистое растение с приятным и сильным ароматом; до 150 см высотой, ветвящееся, густо опушённое волосками.
Листья мясистые, широкояйцевидные до треугольных, 3—7 см длиной, 2,5—6 см шириной, на верхушке тупые или закруглённые, по краю городчатые, иногда зубчатые с 7—15 парами зубчиков, с обеих сторон видны светлые или коричневатые желёзки, верхняя поверхность листа густо покрыта волосками, нижняя поверхность шерстистая; черешки 0,4—1 см длиной, обычно более волосистые, чем ветви.
Чашечка длиной 2,5—3 мм. Венчик 7—9 мм длиной, сиреневый, лиловый или белый; трубка в средней части слегка согнута, на лопастях желёзки. Цветёт весной.

## Ареал
Родина растения — Африка; натурализовалось в некоторых областях южного полушария — например, в прибрежных районах Австралии.

## Синонимы
- Coleus amboinicus Lour.
- Coleus amboinicus var. violaceus Gürke
- Coleus aromaticus Benth.
- Coleus carnosus Hassk.
- Coleus crassifolius Benth.
- Coleus subfrutectosus Summerh.
- Coleus suborbicularis Zoll. & Moritzi
- Coleus suganda Blanco
- Coleus vaalae (Forssk.) Deflers
- Majana amboinica (Lour.) Kuntze
- Majana carnosa (Hassk.) Kuntze
- Majana suganda (Blanco) Kuntze
- Ocimum vaalae Forssk.